# Charles-Arthur Bourgeois

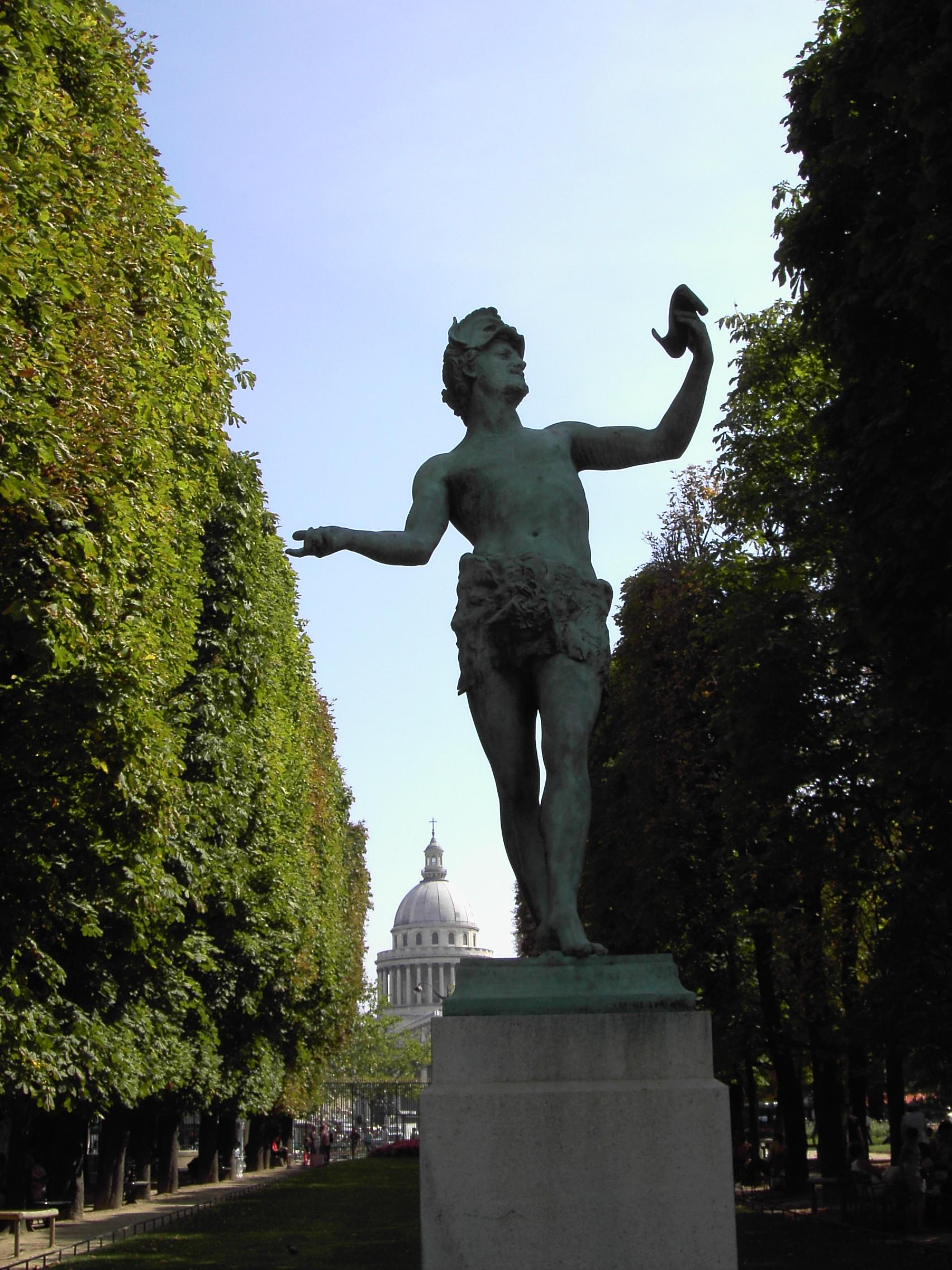
Actor griego de 1868, bronce en los jardines del Palacio de Luxemburgo de París

Charles-Arthur Bourgeois (Dijon, 1838- París, 1886) fue un escultor francés, ganador del Premio de Roma en 1863.

## Datos biográficos
Alumno de la École nationale supérieure des beaux-arts de París.
El mismo año en que ganó el premio presentó la escayola de el encantador de serpientes. Al año siguiente Napoleón III le encargó esa escultura en tamaño natural para la decoración del Jardín de las Plantas de París. Otras reproducciones a menor escala en bronce fueron comercializadas y una de ellas se conserva en el museo de arte Dahesh de Nueva York.
Permaneció pensionado en la Villa Médici de Italia de 1864 a 1868.
Tras su regreso a Francia realizó el bronce del Actor griego, que se encuentra en el jardín de Luxemburgo.
Falleció en 1886 a los 48 años.

## Obras

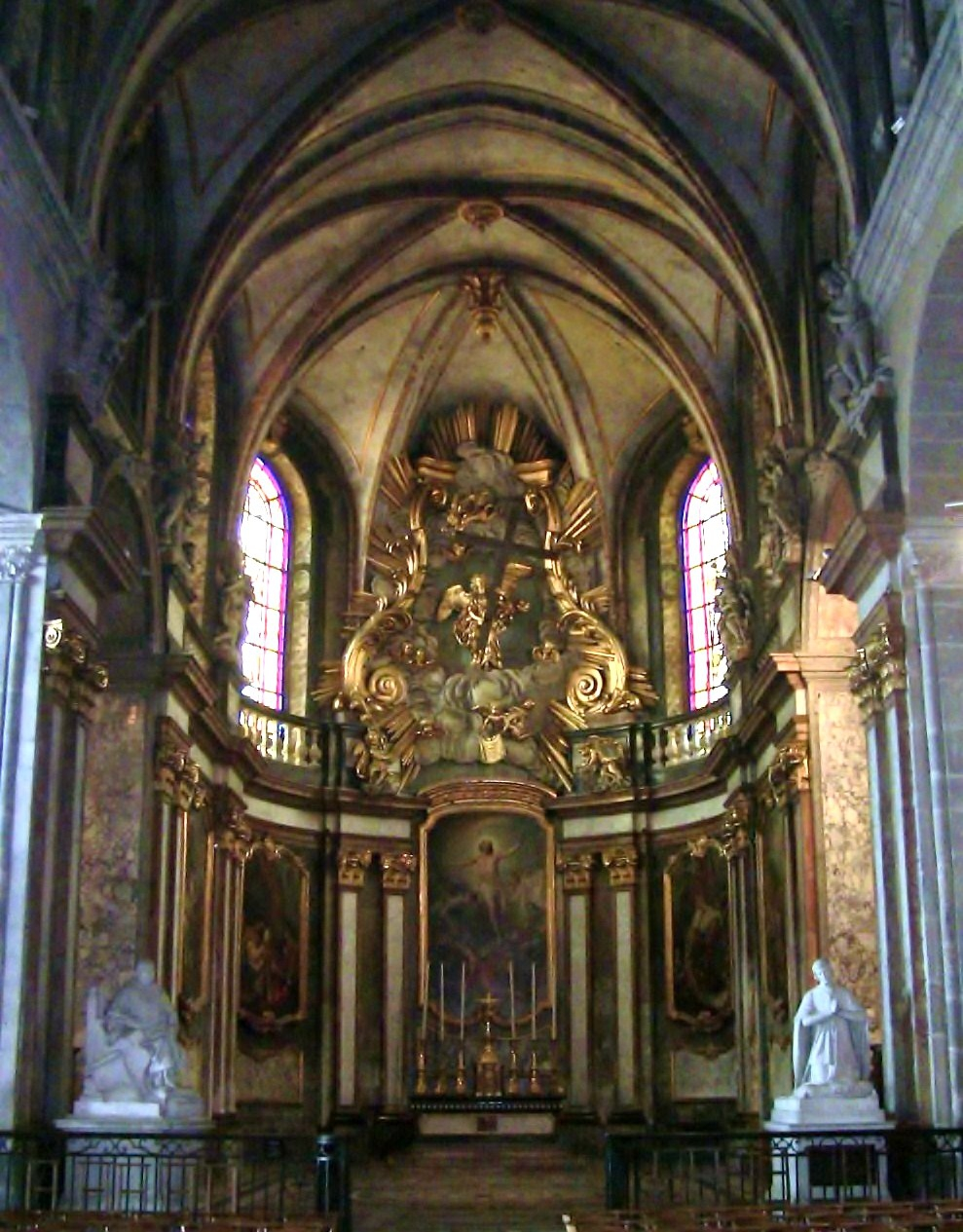
El cardenal Matthieu, escultura al lado izquierdo de la imagen. Ábside de la Catedral de Besançon

Entre las mejores y más conocidas obras de Charles-Arthur Bourgeois se incluyen las siguientes:
- El encantador de serpientes, 1863; bronce conservado en el Museo Dahesh[2] a tamaño natural en el jardín de las Plantas de París.
- El cazador de cocodrilos, bronce en tamaño natural, en el jardín de las Plantas de París.
- Actor-griego - Acteur grec, de 1868, bronce en el jardín de Luxemburgo de París.
- Estatua del cardenal Matthieu , fallecido en 1875,Catedral de Saint-Jean y Saint-Etienne, Besançon[3] en el ábside al lado izquierdo mirando desde la nave.

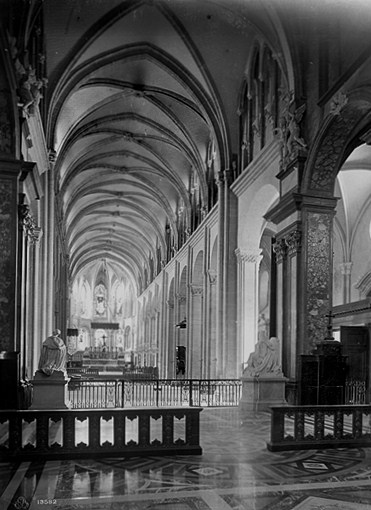
Imagen de la nave central de la Catedral de San Juan de Besançon, en 1893
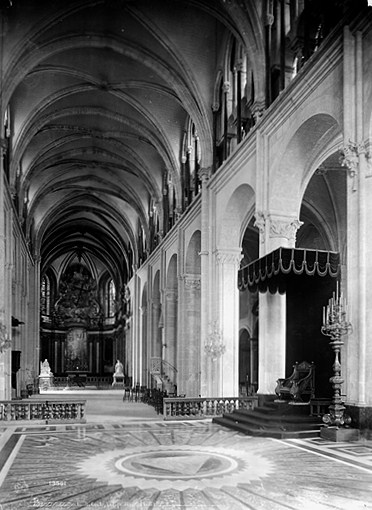
El ábside desde el fondo de la nave , en 1893